# 南部五竹
南部 五竹（なんぶ ごちく、天保2年1月26日〈1831年3月10日〉 - 慶応3年8月23日〈1867年9月20日〉）は、日本の武士・儒学者・岩国藩士。名を裕（ゆたか）、通称俊三郎（しゅんさぶろう、としさぶろう）、字は君綽（くんしゃく）、号は五竹（ごちく）、白雲洞、清虚山人、白雲道人。

## 生涯
天保2年（1831年）1月26日、周防国岩国錦見に生まれる。弘化4年（1847年）藩校養老館に入学し、玉乃九華、二宮錦水に儒学を学び、また九華の門人で詩に巧みな香川午谷の詩会に出席して作詩の技を磨き、当時、東沢瀉、大草馨堂と並んで学内の三博士と称せられた。
安政5年（1858年）九州へ遊学し、肥後の木下犀潭に朱子学を学び帰国。岩国の勤王の志気が乏しいことを憂い、参政山田府生（城太郎）に意見書を呈して、尊王攘夷をもって大義を明らかにするよう説く。慶応2年（1866年）四境の役の後も岩国における勤王の不振を嘆き、剣豪としても知られる福原範輔らと図って建尚隊を組織した。（岩国藩には精義隊、日新隊、建尚隊、敬威隊の有力四隊を中心に、合計12の諸隊が組織されている。多かれ少なかれ洋式軍備を取り入れた諸隊の中で、建尚隊は最も保守的で剣槍中心主義であった。）
同じく尊王攘夷派の東澤瀉と栗栖天山が柱島に流罪となると、五竹は沢瀉の救出と長州藩奇兵隊への呼応を同志に諮るが、機が漏れて捕われる。慶応3年（1867年）8月23日、錦見の妙覚院で斬首。
五竹が組織した建尚隊は、その後戊辰戦争において福原範輔に率いられ北越に出兵するが、すでに大勢が決した後であり、大きな戦いには参加していない。

## 三士誠忠碑
南部五竹、東沢瀉、栗栖天山を岩国では三士と称する。東沢瀉と栗栖天山は精義隊結成に尽力したが、両名とも流罪となった。天山は島を抜け出し、同志に所思を訴えて自害した。五竹も斬首となるが、沢瀉は精義隊の活躍もあり赦された。維新後、沢瀉は塾を開いて後進の教育に尽くしている。
彼らの活躍を後世に伝えるべく、明治25年（1892年）藩公および旧藩有志により、吉香神社境内に三士誠忠之碑が建立された。